# Acton Vale
Acton Vale är en stad (kommun av typen ville) och tätort (centre de population) i provinsen Québec i Kanada. Den ligger i regionen Montérégie, i den sydöstra delen av landet, 240 km öster om huvudstaden Ottawa. Antalet invånare vid folkräkningen 2021 var 7 605 i kommunen och 5 220 i tätorten.